# Herbertians
Els Herbertians o Herbèrtides o casa de Vermandois foren un llinatge de la noblesa carolíngia que prenen el nom a causa del fet que molts membres es van dir Herbert o Heribert. El seu origen fou Carlemany i més concretament el seu net Bernat d'Itàlia. Els seus dominis originals foren al Vermandois.

## Genealogia
```
Carlemany
, emperador
X 
Hildegarda de Vintzgau

│

Pipí d'Itàlia
 (777 † 810), rei d'Itàlia (781-810) 
& Chrothais
│
├─> 
Bernat d'Itàlia
 (797 † 818), rei d'Itàlia (813-817)
│ X Cunegunda
│ │
│ └─> Pipí II (esmentat el 840), comte al nord del 
Sena

│ │
│ ├─> Bernat, comte a la regió de 
Laon
 vers 877
│ │
│ ├─> Pipí, comte al nord de París entre 877 i 893
│ │ ?
│ │ ├─> Bernat (885 † després del 949), 
comte de Beauvais

│ │ │
│ │ └─> N
│ │ │
│ │ └─> Teodoric (esmentat el 945), comte
│ │
│ ├─> 
Heribert I de Vermandois
 (vers 850 † 900/907), 
comte de Vermandois

│ │ │
│ │ ├─> 
Heribert II de Vermandois
 (880 † 943), comte de Vermandois i de 
Meaux

│ │ │ X Adela de França
│ │ │ │
│ │ │ ├─> 
Eudes de Vermandois-Vexin
 (vers 915 † després de 946), 
comte d'Amiens

│ │ │ │
│ │ │ ├─> Adela († 960)
│ │ │ │ X 934 
Arnulf I de Flandes
 (890 † 964), 
comte de Flandes

│ │ │ │
│ │ │ ├─> 
Hug de Reims
 (920 † 962), comte i 
arquebisbe de Reims

│ │ │ │
│ │ │ ├─> 
Liutgarda de Vermandois

│ │ │ │ X 1) 937 
Guillem I de Normandia
 Llarga Espasa († 942), duc de 
Normandia

│ │ │ │ X 2) 943 à 
Thibaud I de Blois
 († 975), comte de 
Blois

│ │ │ │
│ │ │ ├─> 
Heribert III d'Omois
 el Vell (vers 927 † 982), comte d'
Omois

│ │ │ │ X 
Eduvigis de Wessex

│ │ │ │
│ │ │ ├─> 
Robert I de Meaux
 (v. 932 † ap.966), comte de Meaux i de 
Troyes

│ │ │ │ X Adelaida, coneguda per Werra
│ │ │ │ │
│ │ │ │ ├─> 
Heribert II de Troyes
 el Jove (950 † 995), comte de Troyes i de Meaux
│ │ │ │ │ │
│ │ │ │ │ └─> 
Esteve I de Troyes
 (995 † 1021), comte de Troyes i de Meaux
│ │ │ │ │
│ │ │ │ ├─> Adela (vers 950 † 974))
│ │ │ │ │ X 965 
Jofré I d'Anjou
 
Grisegonelle
 († 987), 
comte d'Anjou

│ │ │ │ │
│ │ │ │ └─> NN X 970 
Carles de Baixa Lotaríngia
, 
duc de Baixa Lotaríngia

│ │ │ │
│ │ │ └─> 
Albert I de Vermandois
 (vers 934 † 987), comte de Vermandois
│ │ │ X Gerberga de Lotaríngia
│ │ │ │
│ │ │ ├─> 
Heribert III de Vermandois
 (942 † 993/1002), comte de Vermandois 
│ │ │ │ │
│ │ │ │ ├─> 
Albert II de Vermandois
 (977 † 1015), comte de Vermandois
│ │ │ │ │
│ │ │ │ └─> 
Otó de Vermandois
 (979 † 1043), comte de Vermandois
│ │ │ │ │
│ │ │ │ ├─> 
Heribert IV de Vermandois
 (1028 † 1080), comte de Vermandois i 
Valois

│ │ │ │ │ X 
Alix de Valois

│ │ │ │ │ │
│ │ │ │ │ ├─> Eudes o Odó el Forassenyat († després de 1085)
│ │ │ │ │ │
│ │ │ │ │ └─> 
Adelaida de Vermandois
 (vers 1062 † 1122)
│ │ │ │ │ X 1080 
Hug de Vermandois
 (vers 1057 † 1102), comte de Vermandois i de Valois
│ │ │ │ │
│ │ │ │ ├─> Simó
│ │ │ │ │
│ │ │ │ └─> Pere
│ │ │ │
│ │ │ ├─> 
Otó I de Chiny
, senyor de Warcq, 
comte de Chiny

│ │ │ │
│ │ │ └─> Liudolf (vers 957 † abans de 986), 
bisbe de Noyon

│ │ │
│ │ ├─> 
Beatriu de Vermandois

│ │ │ X 
Robert I de França
, rei de França († 923)
│ │ │
│ │ └─> Cunegunda
│ │ X 915 Odó I comte de 
Wetterau

│ │
│ ├─> Cunegunda
│ │
│ └─> una filla (Adela ?), possible muller de :
│ 1) 
Berenguer II de Nèustria
, 
marquès de Nèustria

│ 2) 
Guiu de Senlis
, comte de 
Senlis

│
├─> Adelaide
│
├─> Adula
│
├─> Gundrada
│
├─> Berta
│
└─> Teodrada
```